# Sabine Wackernagel

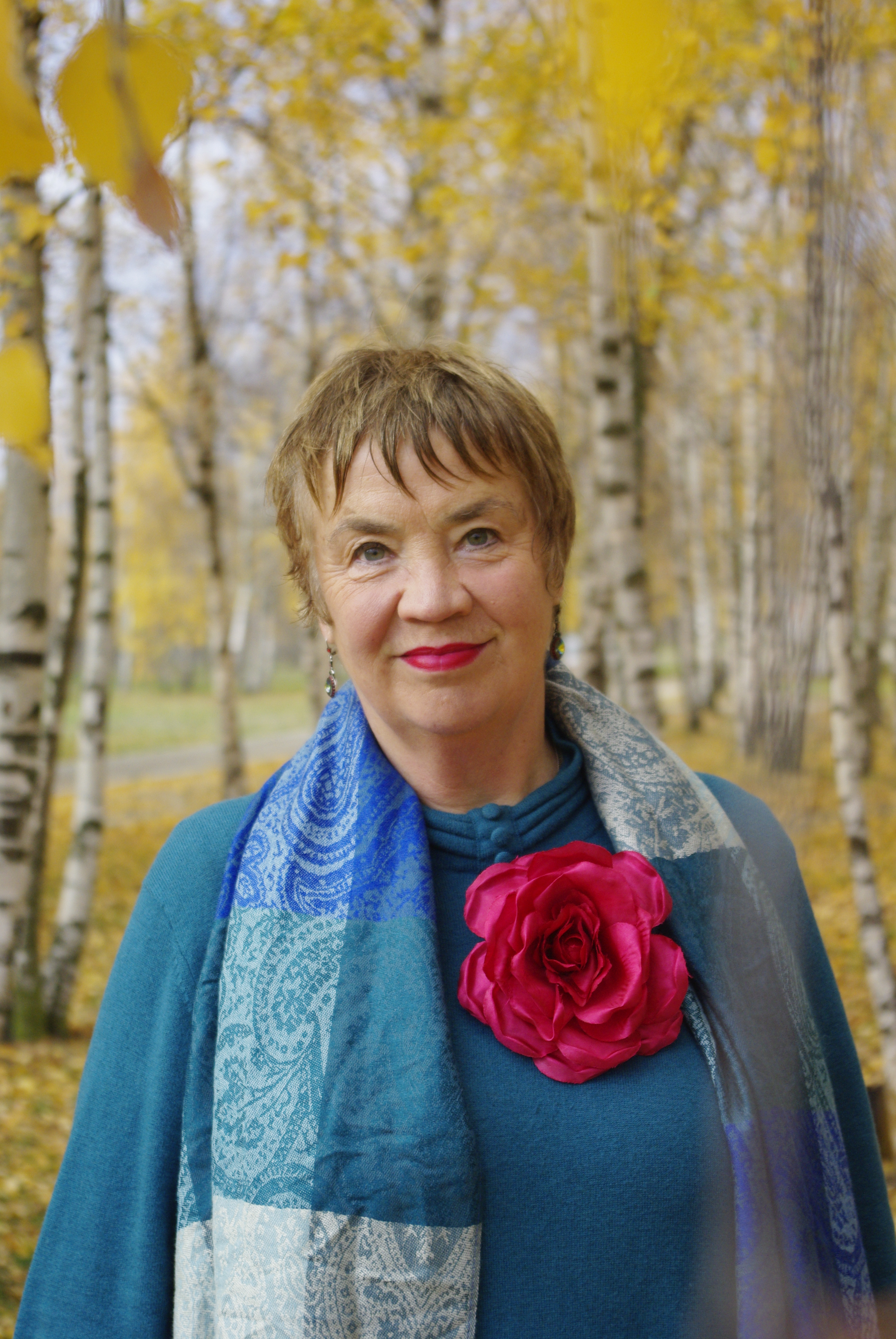
Sabine Wackernagel

Sabine Wackernagel (* 1947 in Stuttgart) ist eine deutsche Schauspielerin.

## Leben und berufliche Entwicklung
Sabine Wackernagel entstammt einer Künstlerfamilie. Ihre Eltern sind die Schauspielerin Erika Wackernagel (1925–1995) und der Regisseur und Intendant am Ulmer Theater Peter Wackernagel (1913–1958). Durch den frühen Tod des Vaters wurde sie mit zehn Jahren Halbwaise. 1960 zog die Mutter mit Sabine und ihrem Bruder Christof nach München und heiratete dort 1961 den Architekten Heinrich Guter.
Sabine Wackernagel absolvierte eine Schauspielausbildung in München und hatte langjährige feste Engagements in Tübingen, Freiburg und Kassel. Später wurde sie in zahlreichen Film- und Fernsehrollen bekannt. Seit 1971 ist sie mit Erich Grosch verheiratet.
Im April 2017 erhielt Sabine Wackernagel die Goldene Ehrennadel der Stadt Kassel u. a. für herausragende Leistungen im kulturellen und ehrenamtlichen Bereich.
Ihr jüngerer Bruder, der Schauspieler Christof Wackernagel, und ihre Kinder, Katharina Wackernagel als Schauspielerin und Jonas Grosch als Regisseur, setzten die Familientradition als Künstler fort. Der älteste Sohn Philipp Grosch ist Mathematiker.

## Theater (Auswahl)
- 1970 am Landestheater Tübingen, Luise in „Kabale und Liebe“ von Friedrich Schiller, Regie: Valentin Jeker
- 1980 im Stadttheater Freiburg, Heilige Johanna der Schlachthöfe im gleichnamigen Stück von Bert Brecht, Regie: Herrmann Treusch
- 1987 Staatstheater Kassel, Monica in der „Nachtwache“ von Lars Norén, Regie: Heinz Kreidl
- 1990 am Staatstheater Kassel, Die Mutter im gleichnamigen Stück von Bert Brecht, Regie: Valentin Jeker
- 1990 Staatstheater Kassel, Cleopatra in „Antonius und Cleopatra“ von William Shakespeare, Regie: Jaroslav Chundela
- 1990 Titania in „Der Park“ von Botho Strauß, Regie: Manfred Beilharz
- 1991 Lysistrata im gleichnamigen Stück von Aristophanes, Regie: Kusenberg
- 1993 Kulturfabrik Salzmann in Kassel, Mutter in „Allem Kallem“ von Nazim Hikmet, Türkisch – deutsche Koproduktion mit dem Arkadastheater Köln
- 1994 am Schauspiel Bonn, Mama Hase in „Hase Hase“ von Coline Serreau, Regie Kathrin Korff
- 1997 am Schauspiel Bonn, Gertrud in „Hamlet“ von William Shakespeare, Regie: Andras Fricsay
- 1997 am Staatstheater Kassel, Golde in Anatevka von Jerry Bock und Joseph Stein, Regie: Gerhard Platiel
- 1998 am Schauspiel Bonn, Mathilde in „Rückkehr in die Wüste“ von Bernard Koltès, Regie: Valentin Jeker
- 1998 am Staatstheater Hannover, Valerie in „Geschichten aus dem Wienerwald“ von Ödön von Horváth (für die erkrankte Lore Brunner), Regie: Wolfgang Sprenger
- 2004 am Staatstheater Stuttgart, Mutter in „Die Nacht singt ihre Lieder“ von Jon Fosse, Regie: Gian Manuel Rau
- 2010 Theater Ingolstadt, Cécile in „Quai West“ von Bernard Koltès, Regie: Thomas Krupa
- 2013 Theater St. Gallen, Linda in „Tod eines Handlungsreisenden“ von Arthur Miller, Regie: Martin Schulze
- 2013 bis 2018 am Staatstheater Hannover, Mrs. Higgins in „My Fair Lady“ von Frederick Loewe, Regie: Bernd Mottl
- 2019 Theater Paderborn, Mary Page in „Mary Page Marlowe - Eine Frau“ von Tracy Letts, Regie: Martin Schulze

## Filmografie (Auswahl)

### Kino
- 1998: Leonora’s Song
- 2001: Lammbock, Regie: Christian Zübert
- 2001: Roadkäppchen – Märchenfahrt mit den Brüdern Grimm
- 2003: Der Puppengräber, Regie: C. Prietzel & P. Henning
- 2005: Bonnie & Veit, Regie: Jonas Grosch
- 2008: Der Verdacht
- 2009: Résiste – Aufstand der Praktikanten, Regie: Jonas Grosch
- 2011: Die letzte Lüge, Regie: Jonas Grosch
- 2014: bestefreunde, Regie: Jonas Grosch und Carlos Val
- 2015: 3 Türken und ein Baby, Regie: Sinan Akkuş
- 2015: The Right, Regie: Assaf Gruber
- 2018: Wenn Fliegen träumen, Regie: Katharina Wackernagel

### Fernsehen
- 1972: Die Erbschaft
- 1986: Das Turm-Engele
- 1995: Westerdeich
- 1999: Die Todesgrippe von Köln
- 1999: SK Kölsch – Tod auf dem Rhein
- 2001: Tatort – Mördergrube
- 2002: Tatort – Schützlinge
- 2003: Ritas Welt - Die Hochzeit
- 2003: Die Sitte – Hase & Igel
- 2006: SOKO Köln – Bei Gutachten Mord
- 2007: Schöne Aussicht
- 2008: Stolberg – Die Tote am Fluss
- 2008: Geld.Macht.Liebe
- 2010: Der verlorene Vater
- 2012: Ein Fall für zwei – Mord im Taunus
- 2012: Muster, 3 Sat, Film von Clemens von Wedemeyer für die documenta 13
- 2015: Aktenzeichen XY … ungelöst
- 2016: SOKO Stuttgart – Tante Emma

## Hörbücher
- „Im tiefsten Schlupfwinkel meiner Seele – Briefe von Rosa Luxemburg“
- „Stine“ von Theodor Fontane
- „Irrungen, Wirrungen“ von Theodor Fontane
- „Lotte in Weimar“ von Thomas Mann
- „Bettine von Arnim“ Ehebriefe
- „Ich war Schneewittchen Stiefmutter“ Märchen der Brüder Grimm aus der Sicht ihrer Frauengestalten.
- „Goethes dicke Hälfte – die Lebens und Liebesgeschichte der Christiane Vulpius“

## Eigene Programme
- „Damen unter sich“ mit Katharina Wackernagel
- „Du, sag, ist jetzt der Poldi vor uns gestorben oder nach uns?“ mit Valentin Jeker
- „Raben – und andere Mütter“
- „Proteste, Liebe und nie wieder Krieg“ – Literarische-musikalische Revue der 60er Jahre mit Lisa Sommerfeld
- „Trio Saitensprung“ mit Katharina Wackernagel und Martin Lüker
- „Frieda auf Erden“ mit Katharina Wackernagel
- „Mit Liszt und Tücke in Dur und Moll“ mit Martin Lüker am Klavier
- „Cordhose mit Schlag“, Lieder und Songs aus den 70ern mit Martin Lüker am Klavier.
- „Goethes dicke Hälfte – die Lebens und Liebesgeschichte der Christiane Vulpius“, ein Monolog.
- „Ich war Schneewittchens Stiefmutter“, ein Frauenleben. Aus den Märchen der Brüder Grimm. Ein Monolog. Mit Hartmut Schmidt am Akkordeon.
- „Ran an die Klassiker“ Parodien klassischer Texte und Melodien. Mit Martin Lüker am Klavier.
- „Liebe – Laster – Leidenschaften“, Geschichten und Songs mit Katharina Wackernagel.
- „Als der Zirkus in Flammen stand“ mit Christine Weghoff am Klavier